# Novo Basquete Brasil de 2012–13
O Novo Basquete Brasil de 2012-13 foi uma competição brasileira de basquete organizada pela Liga Nacional de Basquete. Foi a 5.ª edição do campeonato organizado pela LNB, com a chancela da Confederação Brasileira de Basketball. Este torneio, é totalmente organizado pelos clubes participantes. O NBB serve como competição classificatória para torneios internacionais, como a Liga das Américas e a Liga Sul-Americana de Basquete.
O campeonato começou com 3 equipes a mais que o ano anterior, marcando o número  recorde de 18 equipes em uma temporada no NBB, com a saída do time de Araraquara e a entrada dos times do Palmeiras, do Mogi das Cruzes (campeão e vice da Supercopa Brasil de 2012, respectivamente) e do Basquete Cearense, do Suzano Basquete, que entrou na vaga do time de Assis, que não participou da temporada anterior.
O Basquete Cearense estreou na liga nessa temporada, sendo a primeira equipe do Nordeste do Brasil na história da liga, a Região Norte do Brasil é a única que ainda não possui times no NBB.

## Regulamento
A temporada 2012-13 se iniciou no dia 24 de novembro, com a forma de disputa seguindo um modelo semelhante adotado pela NBA e dos países da Europa (na Euroliga). A competição será disputada, a princípio, com 18 equipes participantes jogando entre si, em turno e returno na fase de classificação. Ao final dos dois turnos as quatro melhores equipes se classificam para a segunda fase automaticamente, já as equipe que terminarem entre o 5.° e o 12.° lugar vão participar dos playoffs classificatórios para definir as outras quatro equipes na segunda fase, as oitavas de final em melhor de cinco partidas, avança para a próxima fase quem vencer três jogos.
A partir desta edição, os dois últimos colocados na fase de classificação farão um quadrangular com os dois finalistas da Supercopa Brasil para decidir as duas equipes que poderão participar da próxima temporada (2013-14) do NBB.

## Participantes
| Equipe            | Cidade              | Estado | Em 2011-12              | Ginásio                          | Capacidade  | Títulos do NBB                |
| ----------------- | ------------------- | ------ | ----------------------- | -------------------------------- | ----------- | ----------------------------- |
| Basquete Cearense | Fortaleza           | CE     | N/A                     | Ginásio da Unifor Paulo Sarasate | 1 500 8 822 | 0 (não possui)                |
| Bauru             | Bauru               | SP     | 6.º                     | Ginásio Panela de Pressão        | 2 000       | 0 (não possui)                |
| Cetaf-Vila Velha  | Vila Velha          | ES     | 15.º                    | Ginásio Tartarugão               | 3 500       | 0 (não possui)                |
| Flamengo          | Rio de Janeiro      | RJ     | 4.º                     | Tijuca Tênis Clube               | 2 000       | 1 (2008-09)                   |
| Franca            | Franca              | SP     | 8.º                     | Ginásio Pedrocão                 | 6 000       | 0 (não possui)                |
| Joinville BA      | Joinville           | SC     | 7.º                     | Ginásio da Whirlpool             | 4 000       | 0 (não possui)                |
| Liga Sorocabana   | Sorocaba            | SP     | 11.º                    | Ginásio Gualberto Moreira        | 3 000       | 0 (não possui)                |
| Limeira           | Limeira             | SP     | 10.º                    | Ginásio Vô Lucato                | 1 800       | 0 (não possui)                |
| Lobos Brasília    | Brasília            | DF     | 1.º                     | Ginásio Nilson Nelson            | 11 397      | 3 (2009-10, 2010-11, 2011-12) |
| Minas             | Belo Horizonte      | MG     | 13.º                    | Arena Vivo                       | 4 000       | 0 (não possui)                |
| Mogi das Cruzes   | Mogi das Cruzes     | SP     | 1.º (Super Copa Brasil) | Ginásio Professor Hugo Ramos     | 5 000       | 0 (não possui)                |
| Palmeiras         | São Paulo           | SP     | 2.º (Super Copa Brasil) | Ginásio Palestra Itália          | 1 500       | 0 (não possui)                |
| Paulistano        | São Paulo           | SP     | 9.º                     | Ginásio Antônio Prado Junior     | 1 280       | 0 (não possui)                |
| Pinheiros         | São Paulo           | SP     | 3.º                     | Poliesportivo Henrique Villaboim | 850         | 0 (não possui)                |
| São José          | São José dos Campos | SP     | 2.º                     | Ginásio Linneu de Moura          | 1 600       | 0 (não possui)                |
| Suzano Basquete   | Suzano              | SP     | N/A                     | Ginásio Paulo Portela            | 1 500       | 0 (não possui)                |
| Tijuca            | Rio de Janeiro      | RJ     | 12.º                    | Ginásio do Tijuca TC             | 2 000       | 0 (não possui)                |
| Unitri/Uberlândia | Uberlândia          | MG     | 5.º                     | Ginásio Sabiazinho               | 8 000       | 0 (não possui)                |

## Mudanças de treinador
| Time   | Treinador afastado   | Forma de saída | Substituído por | Data de nomeação  |
| ------ | -------------------- | -------------- | --------------- | ----------------- |
| Tijuca | Miguel Ângelo da Luz | Despedido      | Elídio Leal     | 13 de Março, 2013 |

## Primeira fase

### Classificação
| Pos | Times             | %    | Pts | J  | V  | D  | PF    | PS    | PA   | Classificação ou rebaixamento                           |
| --- | ----------------- | ---- | --- | -- | -- | -- | ----- | ----- | ---- | ------------------------------------------------------- |
| 1   | Flamengo          | 88,2 | 64  | 34 | 30 | 4  | 3.088 | 2.585 | 1,20 | Classificado para a Fase final                          |
| 2   | Lobos Brasília    | 79,4 | 61  | 34 | 27 | 7  | 3.037 | 2.712 | 1,12 | Classificado para a Fase final                          |
| 3   | Unitri/Uberlândia | 73,5 | 59  | 34 | 25 | 9  | 2.855 | 2.631 | 1,09 | Classificado para a Fase final                          |
| 4   | Bauru             | 70,6 | 58  | 34 | 24 | 10 | 2.817 | 2.608 | 1,08 | Classificado para a Fase final                          |
| 5   | Franca            | 67,7 | 57  | 34 | 23 | 11 | 2.673 | 2.422 | 1,10 | Classificado para os Playoffs                           |
| 6   | Pinheiros         | 64,7 | 56  | 34 | 22 | 12 | 2.941 | 2.825 | 1,04 | Classificado para os Playoffs                           |
| 7   | São José          | 58,8 | 54  | 34 | 20 | 14 | 2.721 | 2.653 | 1,03 | Classificado para os Playoffs                           |
| 8   | Basquete Cearense | 52,9 | 52  | 34 | 18 | 16 | 2.727 | 2.721 | 1,00 | Classificado para os Playoffs                           |
| 9   | Paulistano        | 50,0 | 51  | 34 | 17 | 17 | 2.740 | 2.745 | 1,00 | Classificado para os Playoffs                           |
| 10  | Minas             | 47,1 | 50  | 34 | 16 | 18 | 2.750 | 2.779 | 0,99 | Classificado para os Playoffs                           |
| 11  | Limeira           | 44,1 | 49  | 34 | 15 | 19 | 2.745 | 2.691 | 1,02 | Classificado para os Playoffs                           |
| 12  | Liga Sorocabana   | 44,1 | 49  | 34 | 15 | 19 | 2.640 | 2.746 | 0,96 | Classificado para os Playoffs                           |
| 13  | Palmeiras         | 35,3 | 46  | 34 | 12 | 22 | 2.562 | 2.742 | 0,93 |                                                         |
| 14  | Mogi das Cruzes   | 32,4 | 45  | 34 | 11 | 23 | 2.546 | 2.796 | 0,91 |                                                         |
| 15  | Joinville BA      | 32,4 | 45  | 34 | 11 | 23 | 2.579 | 2.736 | 0,94 |                                                         |
| 16  | Cetaf-Vila Velha  | 29,4 | 44  | 34 | 10 | 24 | 2.690 | 2.899 | 0,93 |                                                         |
| 17  | Tijuca            | 17,7 | 40  | 34 | 6  | 28 | 2.447 | 2.706 | 0,90 | Quadrangular com vencedores da Supercopa Brasil de 2013 |
| 18  | Suzano Basquete*  | 11,8 | 38  | 34 | 4  | 30 | 2.497 | 3.064 | 0,82 | Quadrangular com vencedores da Supercopa Brasil de 2013 |

- *A equipe do Suzano desistiu de participar do quadrangular e assim não estará na próxima edição do NBB.

### Confrontos
|                   | BCE   | BAU   | BRA     | FLA    | FRA   | JOI    | LSB    | LIM     | MIN   | MOG    | PAL   | PAU     | PIN    | SJO    | SUZ    | TIJ     | UBE     | VIV    |
| Basquete Cearense |       | 83–82 | 100–104 | 82–101 | 87–88 | 78–62  | 71–62  | 65–84   | 88–52 | 71–74  | 85–83 | 95–76   | 84–85  | 73–63  | 96–61  | 92–86   | 60–72   | 77–75  |
| Bauru             | 95–84 |       | 79–90   | 97–102 | 67–74 | 114–91 | 85–94  | 83–82   | 91–59 | 87–84  | 91–67 | 66–64   | 67–62  | 87–82  | 85–44  | 81–68   | 81–82   | 85–70  |
| Brasília          | 92–77 | 80–60 |         | 82–70  | 93–77 | 94–83  | 86–75  | 97–89   | 81–86 | 94–67  | 99–81 | 68–67   | 96–99  | 90–57  | 94–82  | 90–79   | 102–80  | 102–76 |
| Flamengo          | 86–61 | 74–89 | 102–88  |        | 86–91 | 94–67  | 102–64 | 98–81   | 90–77 | 70–64  | 81–61 | 94–70   | 102–85 | 83–75  | 89–56  | 107–103 | 79–66   | 96–77  |
| Franca            | 90–68 | 80–82 | 62–76   | 77–82  |       | 70–52  | 85–64  | 75–62   | 78–77 | 79–71  | 82–61 | 77–63   | 72–67  | 76–53  | 108–66 | 101–75  | 73–75   | 96–86  |
| Joinville         | 94–71 | 71–83 | 86–96   | 72–99  | 50–59 |        | 86–93  | 77–62   | 73–55 | 85–90  | 75–60 | 63–71   | 73–93  | 79–93  | 79–67  | 74–73   | 71–62   | 99–80  |
| Liga Sorocabana   | 76–86 | 76–90 | 70–100  | 59–87  | 59–80 | 93–86  |        | 81–79   | 82–84 | 81–74  | 93–73 | 73–78   | 81–87  | 66–65  | 87–70  | 72–67   | 74–63   | 82–76  |
| Limeira           | 90–72 | 82–84 | 77–80   | 75–80  | 72–58 | 96–86  | 85–66  |         | 85–87 | 71–79  | 75–65 | 89–68   | 82–81  | 79–83  | 96–65  | 91–75   | 77–87   | 88–87  |
| Minas             | 76–74 | 64–77 | 86–90   | 90–105 | 58–60 | 78–69  | 78–76  | 81–61   |       | 84–86  | 89–77 | 109–114 | 101–75 | 97–77  | 100–78 | 77–70   | 67–90   | 95–72  |
| Mogi das Cruzes   | 80–86 | 73–80 | 91–96   | 64–86  | 59–95 | 68–70  | 71–59  | 72–89   | 75–66 |        | 78–75 | 77–73   | 76–95  | 60–93  | 86–65  | 68–83   | 83–81   | 76–85  |
| Palmeiras         | 81–86 | 89–83 | 78–88   | 61–106 | 87–77 | 92–86  | 85–77  | 72–68   | 96–87 | 86–77  |       | 79–86   | 85–94  | 75–66  | 95–86  | 77–79   | 112–104 | 87–65  |
| Paulistano        | 79–86 | 76–73 | 77–82   | 93–94  | 51–77 | 95–71  | 94–96  | 86–82   | 92–78 | 67–77  | 83–69 |         | 89–88  | 80–68  | 84–72  | 84–65   | 76–88   | 80–90  |
| Pinheiros         | 87–69 | 73–74 | 92–89   | 93–91  | 97–82 | 88–87  | 77–94  | 102–100 | 91–77 | 118–82 | 87–82 | 88–86   |        | 77–82  | 91–65  | 84–81   | 87–92   | 92–90  |
| São José          | 76–87 | 62–82 | 84–79   | 82–84  | 87–66 | 83–76  | 77–73  | 84–76   | 95–93 | 105–67 | 77–65 | 68–76   | 93–77  |        | 89–74  | 81–65   | 80–76   | 106–87 |
| Suzano            | 71–85 | 82–87 | 81–92   | 74–105 | 75–71 | 65–75  | 79–90  | 80–81   | 76–97 | 78–77  | 79–87 | 85–87   | 72–91  | 80–100 |        | 86–79   | 67–89   | 88–94  |
| Tijuca            | 69–83 | 71–79 | 53–73   | 70–94  | 59–63 | 58–79  | 68–89  | 77–82   | 65–75 | 76–67  | 82–79 | 52–74   | 64–73  | 74–79  | 103–66 |         | 63–83   | 82–74  |
| Uberlândia        | 84–71 | 94–83 | 95–89   | 78–87  | 91–87 | 99–73  | 84–81  | 86–96   | 88–86 | 75–68  | 89–73 | 86–75   | 91–87  | 88–63  | 109–73 | 71–57   |         | 73–64  |
| Vila Velha        | 85–94 | 79–88 | 94–85   | 61–82  | 64–87 | 67–59  | 88–82  | 72–64   | 82–84 | 92–85  | 68–59 | 120–126 | 74–78  | 86–93  | 86–89  | 58–56   | 66–84   |        |

Fonte: Confrontos NBB

## Jogo das estrelas
O Jogo das Estrelas da temporada 2012-13 do NBB foi um evento festivo realizado nos dias 1 de março e 2 de março de 2013, no Ginásio Nilson Nelson, em Brasília, Distrito Federal. No primeiro dia de torneio, foram disputados o "Torneio de Enterradas", o "Torneio de Três-Pontos" e o "Desafio de Habilidades". No segundo dia, ocorreu o evento principal da semana, o Jogo das Estrelas do NBB, que foi disputado por dois times divididos em "NBB Brasil", formado por jogadores brasileiros e "NBB Mundo", formado por jogadores de fora do país.

## Playoffs

### Oitavas de final
| Time 1            | Séries | Time 2          | Jogo 1 | Jogo 2 | Jogo 3 | Jogo 4 | Jogo 5 |
| ----------------- | ------ | --------------- | ------ | ------ | ------ | ------ | ------ |
| Franca            | 3–0    | Liga Sorocabana | 72–69  | 74–55  | 72–70  | –      | –      |
| Pinheiros         | 3–2    | Limeira         | 74–88  | 82–95  | 93–82  | 86–85  | 97–77  |
| São José          | 3–1    | Minas           | 68–70  | 61–60  | 67–64  | 75–59  | –      |
| Basquete Cearense | 2–3    | Paulistano      | 74–95  | 79–66  | 87–71  | 85–89  | 68–69  |

### Chave
|  | Oitavas de final (Melhor de 5) | Oitavas de final (Melhor de 5) | Oitavas de final (Melhor de 5) |  |  | Quartas de final (Melhor de 5) | Quartas de final (Melhor de 5) | Quartas de final (Melhor de 5) |   |   | Semifinais (Melhor de 5) | Semifinais (Melhor de 5) | Semifinais (Melhor de 5) |  |  | Final (Jogo único) | Final (Jogo único) | Final (Jogo único) |
|  |                                |                                |                                |  |  |                                |                                |                                |   |   |                          |                          |                          |  |  |                    |                    |                    |
|  |                                |                                |                                |  |  |                                |                                |                                |   |   |                          |                          |                          |  |  |                    |                    |                    |
|  |                                |                                |                                |  |  | 1                              | Flamengo                       | 3                              |   |   |                          |                          |                          |  |  |                    |                    |                    |
|  | 8                              | Basquete Cearense              | 2                              |  |  | 9                              | Paulistano                     | 0                              |   |   |                          |                          |                          |  |  |                    |                    |                    |
|  | 9                              | Paulistano                     | 3                              |  |  |                                |                                |                                |   | 1 | Flamengo                 | 3                        |                          |  |  |                    |                    |                    |
|  |                                |                                |                                |  |  |                                | 7                              | São José                       | 2 |   |                          |                          |                          |  |  |                    |                    |                    |
|  |                                |                                |                                |  |  | 2                              | Lobos Brasília                 | 2                              |   |   |                          |                          |                          |  |  |                    |                    |                    |
|  | 7                              | São José                       | 3                              |  |  | 7                              | São José                       | 3                              |   |   |                          |                          |                          |  |  |                    |                    |                    |
|  | 10                             | Minas                          | 1                              |  |  |                                |                                |                                |   |   | 1                        | Flamengo                 | 1                        |  |  |                    |                    |                    |
|  |                                |                                |                                |  |  |                                | 3                              | Unitri/Uberlândia              | 0 |   |                          |                          |                          |  |  |                    |                    |                    |
|  |                                |                                |                                |  |  | 3                              | Unitri/Uberlândia              | 3                              |   |   |                          |                          |                          |  |  |                    |                    |                    |
|  | 6                              | Pinheiros                      | 3                              |  |  | 6                              | Pinheiros                      | 2                              |   |   |                          |                          |                          |  |  |                    |                    |                    |
|  | 11                             | Limeira                        | 2                              |  |  |                                |                                |                                |   | 3 | Unitri/Uberlândia        | 3                        |                          |  |  |                    |                    |                    |
|  |                                |                                |                                |  |  |                                | 4                              | Bauru                          | 0 |   |                          |                          |                          |  |  |                    |                    |                    |
|  |                                |                                |                                |  |  | 4                              | Bauru                          | 3                              |   |   |                          |                          |                          |  |  |                    |                    |                    |
|  | 5                              | Franca                         | 3                              |  |  | 5                              | Franca                         | 2                              |   |   |                          |                          |                          |  |  |                    |                    |                    |
|  | 12                             | Liga Sorocabana                | 0                              |  |  |                                |                                |                                |   |   |                          |                          |                          |  |  |                    |                    |                    |

Negrito - Vencedor das séries

Itálico - Time com vantagem de mando de quadra

### Final
Jogo único
| 1 de junho 10:00 | Relatório | Flamengo                                                              | 77–70 | Unitri/Uberlândia                                                     |  | HSBC Arena, Rio de Janeiro |  |
| 1 de junho 10:00 | Relatório | Placar por quarto: 21 - 15, 12 - 19, 25 - 15, 19 - 21                 |       |                                                                       |  | HSBC Arena, Rio de Janeiro |  |
| 1 de junho 10:00 | Relatório | Pts: Caio Torres (23) Rbts: Olivinha (12) Asts: Marquinhos e Duda (3) |       | Pts: Luis Gruber (20) Rbts: Lucas Cipolini (9) Asts: Robby Collum (6) |  | HSBC Arena, Rio de Janeiro |  |

| Cores do Time Flamengo | Unitri/Uberlândia |

## Premiação
| Novo Basquete Brasil 2012-13            |
| Rio de Janeiro                          |
| --------------------------------------- |
| Flamengo Campeão (3° título Brasileiro) |

## Estatísticas (fase de classificação)

### Líderes em estatísticas individuais
| Categoria             | Jogador               | Time              | Estatísticas/Pontos* |
| --------------------- | --------------------- | ----------------- | -------------------- |
| Pontos por jogo       | Marquinhos            | Flamengo          | 20.7                 |
| Rebotes por jogo**    | Rafael "Bábby" Araújo | Mogi das Cruzes   | 8.74                 |
| Assistências por jogo | Fúlvio Assis          | São José          | 7.9                  |
| Roubos por jogo       | Neto                  | Liga Sorocabana   | 2.29                 |
| Tocos por jogo**      | Mathias               | Joinville BA      | 1.38                 |
| Erros por jogo        | Paulo Nery            | Suzano Basquete   | 3.7                  |
| Minutos por jogo      | Jefferson Campos      | Suzano Basquete   | 36.2                 |
| Faltas por jogo**     | Marcão                | Palmeiras         | 3.65                 |
| Eficiência por jogo   | Felipe                | Basquete Cearense | 22.50                |
| 2P%                   | Lucas Cipolini        | Unitri/Uberlândia | 0.659                |
| LL%***                | Jay Parker            | Cetaf-Vila Velha  | 0.915                |
| 3P%***                | Manteguinha           | Paulistano        | 0.542                |
| Duplos-Duplos         | Rafael "Bábby" Araújo | Mogi das Cruzes   | 14                   |
| Duplos-Duplos         | Olivinha              | Flamengo          | 14                   |
| Triplos-Duplos****    | N/A                   | N/A               | N/A                  |

Fonte: Estatísticas Totais - NBB

- *Para ser considerado nas estatísticas, um jogador deve ter participado de no mínimo 25 dos 34 jogos de temporada regular do NBB.
- **Foi usado como critério de desempate para as estatísticas empatadas os minutos em quadra do jogador, o jogador com menos minutos venceu.
- ***Para LL% e 3P%, além do critério dos 25 jogos, era necessário o jogador ter uma média de ao menos 1 (um) arremesso certo por partida, nos respectivos critérios.
- ****Não ocorreram Triplos-Duplos na Temporada Regular.

### Recordes por jogo
| Categoria            | Jogador              | Time              | Estatísticas/Pontos |
| -------------------- | -------------------- | ----------------- | ------------------- |
| Pontos               | Nezinho              | Lobos Brasília    | 40                  |
| Pontos               | Paulinho Boracini    | Pinheiros         | 40                  |
| Rebotes              | Luiz                 | Basquete Cearense | 18                  |
| Rebotes              | Guilherme Giovannoni | Lobos Brasília    | 18                  |
| Assistências         | Fúlvio Assis         | São José          | 17                  |
| Roubos               | Jefferson            | Suzano Basquete   | 9                   |
| Tocos                | Luiz                 | Basquete Cearense | 6                   |
| Bolas de Tres pontos | Jay Parker           | Cetaf-Vila Velha  | 8                   |
| Bolas de Tres pontos | Nezinho              | Lobos Brasília    | 8                   |
| Bolas de Tres pontos | Joe Smith            | Pinheiros         | 8                   |
| Bolas de Tres pontos | Duda Machado         | Flamengo          | 8                   |

### Estatísticas individuais
| Posição | Jogador              | Time              | Pontos por jogo |
| ------- | -------------------- | ----------------- | --------------- |
| 1       | BRA Marquinhos       | Flamengo          | 20,74           |
| 2       | USA Desmond Holloway | Liga Sorocabana   | 20,53           |
| 3       | USA Robert Day       | Unitri/Uberlândia | 18,79           |
| 4       | USA Benzor Simmons   | Cetaf-Vila Velha  | 18,53           |
| 5       | USA Kenny Dawkins    | Liga Sorocabana   | 18,11           |

| Posição | Jogador            | Time              | Rebotes por jogo |
| ------- | ------------------ | ----------------- | ---------------- |
| 1       | BRA Rafael Bábby   | Mogi das Cruzes   | 8,74             |
| 2       | BRA Olivinha       | Flamengo          | 8,742[›]         |
| 3       | BRA Felipe         | Basquete Cearense | 8,59             |
| 4       | BRA Jefferson      | São José          | 7,83             |
| 5       | BRA Paulão Prestes | Lobos Brasília    | 7,69             |

| Posição | Jogador                | Time              | Assistências por jogo |
| ------- | ---------------------- | ----------------- | --------------------- |
| 1       | BRA Fúlvio Assis       | São José          | 7,90                  |
| 2       | BRA Nezinho            | Lobos Brasília    | 6,50                  |
| 3       | USA Robby Collum       | Unitri/Uberlândia | 5,95                  |
| 4       | BRA Alexandre Pinheiro | Cetaf-Vila Velha  | 5,47                  |
| 5       | BRA Valtinho           | Unitri/Uberlândia | 4,93                  |

| Posição | Jogador                 | Time              | Roubos por jogo |
| ------- | ----------------------- | ----------------- | --------------- |
| 1       | BRA Neto                | Liga Sorocabana   | 2,29            |
| 2       | USA Kenny Dawkins       | Liga Sorocabana   | 2,00            |
| 3       | BRA Jefferson Campos    | Suzano Basquete   | 1,94            |
| 4       | BRA Felipe              | Basquete Cearense | 1,91            |
| 5       | ARG Juan Pablo Figueroa | Franca            | 1,85            |

^ 1: Foi usado como critério de desempate para as estatísticas empatadas os minutos em quadra do jogador, o jogador com menos minutos venceu.

### Estatísticas por time
| Posição | Time              | Pontos por jogo |
| ------- | ----------------- | --------------- |
| 1       | Flamengo          | 90,82           |
| 2       | Lobos Brasília    | 89,32           |
| 3       | Pinheiros         | 86,50           |
| 4       | Unitri/Uberlândia | 83,97           |
| 5       | Bauru             | 82,85           |

| Posição | Equipe          | Rebotes por jogo |
| ------- | --------------- | ---------------- |
| 1       | Flamengo        | 34,59            |
| 2       | Paulistano      | 33,65            |
| 3       | Lobos Brasília  | 33,00            |
| 4       | Mogi das Cruzes | 31,74            |
| 5       | Bauru           | 31,68            |

| Posição | Time              | Assistências por jogo |
| ------- | ----------------- | --------------------- |
| 1       | São José          | 17,65                 |
| 2       | Unitri/Uberlândia | 17,59                 |
| 3       | Lobos Brasília    | 17,56                 |
| 4       | Pinheiros         | 15,94                 |
| 5       | Bauru             | 15,68                 |

| Posição | Equipe           | Roubos por jogo |
| ------- | ---------------- | --------------- |
| 1       | Franca           | 10,21           |
| 2       | Joinville BA     | 8,79            |
| 3       | Liga Sorocabana  | 8,32            |
| 4       | Palmeiras        | 7,76            |
| 5       | Cetaf-Vila Velha | 7,65            |

### Prêmios anuais
- NBB Most Valuable Player: Marquinhos, Flamengo
- NBB Defensor do Ano: Alex Garcia, Lobos Brasília
- Jogador Revelação: Ricardo Fischer, Bauru
- 6º Homem do Ano: Léo Meindl, Franca
- Jogador Mais Evoluído: Gui Deodato, Bauru
- "Troféu Ary Vidal" Técnico do Ano: Lula Ferreira, Franca
- MVP das Finais: Caio Torres, Flamengo

| - NBB All-Team: - P Caio Torres, Flamengo - P Rafael Mineiro, Pinheiros - Ar Fúlvio de Assis, São José - Al Robert Day, Unitri/Uberlândia - Al Marquinhos, Flamengo |

Fonte: Estatísticas NBB

## Torneio de promoção
Durante as semifinais do NBB, Tijuca, o penúltimo colocado da temporada regular no NBB (o último colocado Suzano Basquete mais tarde se retirou devido a problemas financeiros), assim como Fluminense e Macaé, os dois finalistas da Supercopa Brasil de Basquete Masculino de 2013, jogaram um pequeno torneio entre eles para decidir os dois (2) times que iriam se juntar aos outros dezesseis no NBB de 2013-14. Todas as partidas foram jogadas no Ginásio Álvaro Vieira Lima, Rio de Janeiro.
Após duas rodadas, o time do Tijuca permaneceu no NBB com duas vitórias e o Macaé foi promovido à sua primeira temporada.
Jogo 1
| 15 de Maio, 2013 19:00 UTC−3 | Relatório | Tijuca 83, Macaé 80                                         | Tijuca 83, Macaé 80 | Tijuca 83, Macaé 80                                           |  | Ginásio Álvaro Vieira Lima, Rio de Janeiro, Rio de Janeiro Público: 321 Árbitros: José Pelissari, Marcos Benito, Andreia Silva |  |
| 15 de Maio, 2013 19:00 UTC−3 | Relatório | Placar por quarto: 19–13, 16–27, 26–23, 22–17               |                     |                                                               |  | Ginásio Álvaro Vieira Lima, Rio de Janeiro, Rio de Janeiro Público: 321 Árbitros: José Pelissari, Marcos Benito, Andreia Silva |  |
| 15 de Maio, 2013 19:00 UTC−3 | Relatório | Pts: Arnaldinho 32 Rbts: César Araújo 8 Asts: Fred Santos 6 |                     | Pts: Atílio 24 Rbts: Pablo Espinoza 10 Asts: Pablo Espinoza 3 |  | Ginásio Álvaro Vieira Lima, Rio de Janeiro, Rio de Janeiro Público: 321 Árbitros: José Pelissari, Marcos Benito, Andreia Silva |  |

Jogo 2
| 16 de Maio, 2013 19:00 UTC−3 | Relatório | Macaé 82, Fluminense 81                                              | Macaé 82, Fluminense 81 | Macaé 82, Fluminense 81                                   |  | Ginásio Álvaro Vieira Lima, Rio de Janeiro, Rio de Janeiro Público: 1.658 Árbitros: Cristiano Maranho, Jacob Barreto, Diego Chiconato |  |
| 16 de Maio, 2013 19:00 UTC−3 | Relatório | Placar por quarto: 24–14, 17–24, 22–18, 19–25                        |                         |                                                           |  | Ginásio Álvaro Vieira Lima, Rio de Janeiro, Rio de Janeiro Público: 1.658 Árbitros: Cristiano Maranho, Jacob Barreto, Diego Chiconato |  |
| 16 de Maio, 2013 19:00 UTC−3 | Relatório | Pts: João Phylippe 22 Rbts: Pablo Espinoza 17 Asts: três jogadores 2 |                         | Pts: De Souza 19 Rbts: Torres 10 Asts: Facundo Sucatzky 5 |  | Ginásio Álvaro Vieira Lima, Rio de Janeiro, Rio de Janeiro Público: 1.658 Árbitros: Cristiano Maranho, Jacob Barreto, Diego Chiconato |  |

Jogo 3
| 17 de Maio, 2013 18:00 UTC−3 | Relatório | Tijuca 81, Fluminense 76                                               | Tijuca 81, Fluminense 76 | Tijuca 81, Fluminense 76                                     |  | Ginásio Álvaro Vieira Lima, Rio de Janeiro, Rio de Janeiro Público: 492 Árbitros: Fernando Serpa, Vander Nunes Jr, Jonas Pereira |  |
| 17 de Maio, 2013 18:00 UTC−3 | Relatório | Placar por quarto: 25–20, 12–9, 23–18, 21–29                           |                          |                                                              |  | Ginásio Álvaro Vieira Lima, Rio de Janeiro, Rio de Janeiro Público: 492 Árbitros: Fernando Serpa, Vander Nunes Jr, Jonas Pereira |  |
| 17 de Maio, 2013 18:00 UTC−3 | Relatório | Pts: César, Arnaldinho 14 Rbts: Renan Leichtweis 8 Asts: Fred Santos 5 |                          | Pts: Pitú 15 Rbts: Ricardo Gaspar 4 Asts: Facundo Sucatzky 4 |  | Ginásio Álvaro Vieira Lima, Rio de Janeiro, Rio de Janeiro Público: 492 Árbitros: Fernando Serpa, Vander Nunes Jr, Jonas Pereira |  |

## Ocorrências notáveis
- Em 17 de dezembro de 2012, em um jogo entre Suzano Basquete e Pinheiros, Jefferson Campos, armador do Suzano Basquete, bateu o recorde da Temporada Regular da liga em roubos de bola, com 9.[8]
- Em 31 de janeiro de 2013, o Flamengo, quebrou o recorde de vitórias consecutivas do NBB, anteriormente 17, e finalmente perdeu após 20 vitórias no dia 16 de fevereiro de 2013.[9]
- O Flamengo também foi o time que teve o melhor início de temporada da história da liga, com as mesmas 20 vitórias, além de ser o primeiro time a "limpar" um turno da liga, vencendo os jogos contra todos os times no 1º turno.[10]
- Em 23 de fevereiro de 2013, o time do Paulistano bateu o recorde de pontos coletivos em uma partida, em uma vitória sobre o Cetaf-Vila Velha, fazendo 126 pontos em uma partida de uma prorrogação (1OT).[11]
- Em 9 de Março de 2013, Hélio Rubens Garcia foi o primeiro técnico na história a conseguir 100 vitórias no NBB, sendo ele o técnico com mais vitórias no NBB.[12]

- Em 3 de maio de 2013, Jorge Guerra, (o "Guerrinha") se tornou o segundo técnico na história do NBB a chegar às 100 vitórias na liga.[13]